# موناستيراكيون
موناستيراكيون (Μοναστηράκιον) هي مدينة في أيتوليا كي أكارنانيا في مقاطعة كينتريكي إلادا في اليونان.